# 하데르슬레우시

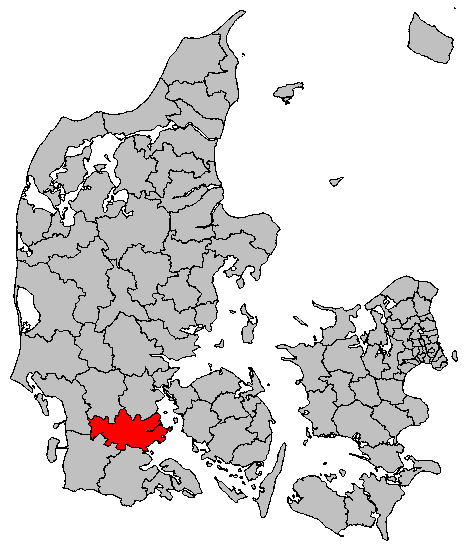
하데르슬레우 시의 위치

하데르슬레우시(덴마크어: Haderslev Kommune)는 덴마크 남덴마크 지역에 위치한 지방 자치체로 행정 중심지는 하데르슬레우이며 면적은 701.98km2, 인구는 56,414명(2008년 기준)이다. 윌란반도 동부 연안에 위치하며 릴레벨트 해협과 접한 작은 섬들을 포함한다.